# Le Dragon qui éternuait
Le Dragon qui éternuait (titre original : The Mystery of the Coughing Dragon) est un roman de Robert Arthur et de Nick West, paru en 1970 chez Random House aux États-Unis, faisant partie de la série policière pour adolescents Les Trois Jeunes Détectives.
Traduit par Claude Voilier, avec des illustrations de Jacques Poirier, le roman est paru une première fois en France en 1973 dans la Bibliothèque verte, puis en 1998 dans le cadre d'une réédition.
La rédaction du roman fut attribuée à Alfred Hitchcock pour des motifs publicitaires et de marketing dans les éditions de 1970 à 1984.

## Résumé
« Les trois jeunes détectives » (Hannibal, Peter et Bob) sont amenés à enquêter de la manière la plus inattendue qui soit : quelqu'un a dérobé à un ami d'Alfred Hitchcock son chien, un setter irlandais. Hitchcock propose aux trois détectives de rechercher le voleur et le chien. Or Hannibal, qui suit l'actualité locale, a appris qu'on avait récemment enlevé, non pas un, mais cinq chiens dans le voisinage. Qui s'amuse à voler des chiens ? Et pourquoi ?
Les trois jeunes gens rencontrent donc M. Allen, dont le chien a été volé. Au fil de la discussion, l'homme leur révèle qu'il a vu, non loin de chez lui, dans la baie, « un dragon » qui se déplaçait dans la mer ! Et étrangement, ce dragon semblait « éternuer » !
Intrigués, les trois détectives explorent la plage. Le lendemain, ils décident de revenir et d'explorer une zone plus grande. Alors qu'ils se trouvent sur un escalier en bois, celui-ci se désintègre sous leurs pas et les trois adolescents manquent de s'écraser à terre plusieurs dizaines de mètres plus bas.
Puis, toujours en explorant la plage, Peter Crentch tombe dans un trou qui l'aspire tel des sables mouvants.
Poursuivant leurs recherches, ils apprennent que la zone contient plusieurs cavernes, et que non loin de là, quelques dizaines d'années auparavant, on avait creusé des galeries afin de créer un métro, projet qui avait été abandonné.
Ils trouvent l'accès d'une caverne donnant sur la plage. Y pénétrant, ils accèdent à une seconde caverne. Là, ils sont attaqués par un gigantesque dragon qui les effraie et qui les pousse à quitter les lieux.
Le lendemain, ils parviennent à retourner dans les lieux. Le dragon n'est pas un vrai animal mais un immense accessoire de cinéma, qui bouge sur rails et qui permet d'aller sous l'eau comme un sous-marin. Le mystère est résolu : on sait ce qu'est le fameux dragon. Mais qui l'a placé là, et pour quoi faire ? Et quel lien avec les chiens disparus ?
Les aventuriers découvrent que trois hommes sont à la manœuvre. Il s'agit du chef, M. Shelby, un ancien accessoiriste, et de deux comparses qu'il a recrutés, les frères Morgan. Ils veulent voler l'or de la banque fédérale, dont les coffres sont situés sous l'une des cavernes. Le plan était le suivant : durant un week-end, fracturer le sol de la banque par son sous-sol, pénétrer dans la banque, voler l'or, s'enfuir avec le dragon, l'abandonner dans la baie, remonter l'or avec des combinaisons d'hommes-grenouille et s'enfuir.
Les trois bandits sont faits prisonniers par les Trois Détectives, qui proposent à Shelby, comme rachat de sa faute, de laisser l'or déjà entreposé dans la caverne. Ainsi il ne sera pas vraiment un voleur.
Dans l'épilogue, les trois aventuriers sont remerciés par Alfred Hitchcock. Hannibal Jones répond aux questions laissées en suspens. La première est de savoir pourquoi le « dragon éternuait ». En fait il s'agissait de son moteur, ancien et peu fiable, qui comme un tracteur qui pétarade, fonctionnait mal et irrégulièrement. La seconde question est la raison du « vol des chiens ». En fait, pour ouvrir la caverne, Shelby utilisait un système à ultrasons. L'ouïe des chiens étant particulièrement sensible, tous les chiens de voisinage étaient accourus sur la plage, attirés par ce sifflement qu'ils étaient les seuls à entendre. Pour ne pas les tuer, Shelby les avait drogués et les avait enfermés dans un grand placard du dragon/sous-marin, les nourrissant chaque jour. Après le vol, il avait le projet de les libérer pour qu'ils rejoignent leurs propriétaires respectifs.